# قوة الصمت (فلم 1928)
قوة الصمت (بالإنجليزية: The Power of Silence) هو فيلم أبيض وأسود درامي أمريكي صامت إنتاج عام 1928 من إخراج والاس ورسلي وبطولة بيل بينيت وإينا جريجوري وأندرس راندولف. تم إنتاجه وتوزيعه بواسطة تيفاني بيكتشرز، أحد الاستوديوهات المستقلة الرائدة.
 يدور حول قضية قتل وصمت المرأة البريئة.

## ملخص الفيلم
مامي ستون متهمة بقتل جيم رايت ، الذي أنجبت منه ابنًا دونالد ، بناءً على أدلة ظرفية. ترفض التحدث دفاعًا عنها وهي في الواقع تخفي هوية القاتل الحقيقي ، زوجة رايت غلوريا.

## فريق التمثيل
- بيل بينيت في دور مامي ستون
- جون ويستوود في دور دونالد ستون
- إينا جريجوري في دور جلوريا رايت
- أندرس راندولف في دور المدعي العام
- جون سانت بوليس في دور محامي دفاع
- فيرجينيا بيرسون في دور دور السيدة رايت
- ريموند كين في دور جيم رايت
- جاك سينجلتون في دور اتب فندق

## روابط خارجية
- قوة الصمت  في قاعدة بيانات الأفلام على الإنترنت (بالإنجليزية)